# اریش هوفمان

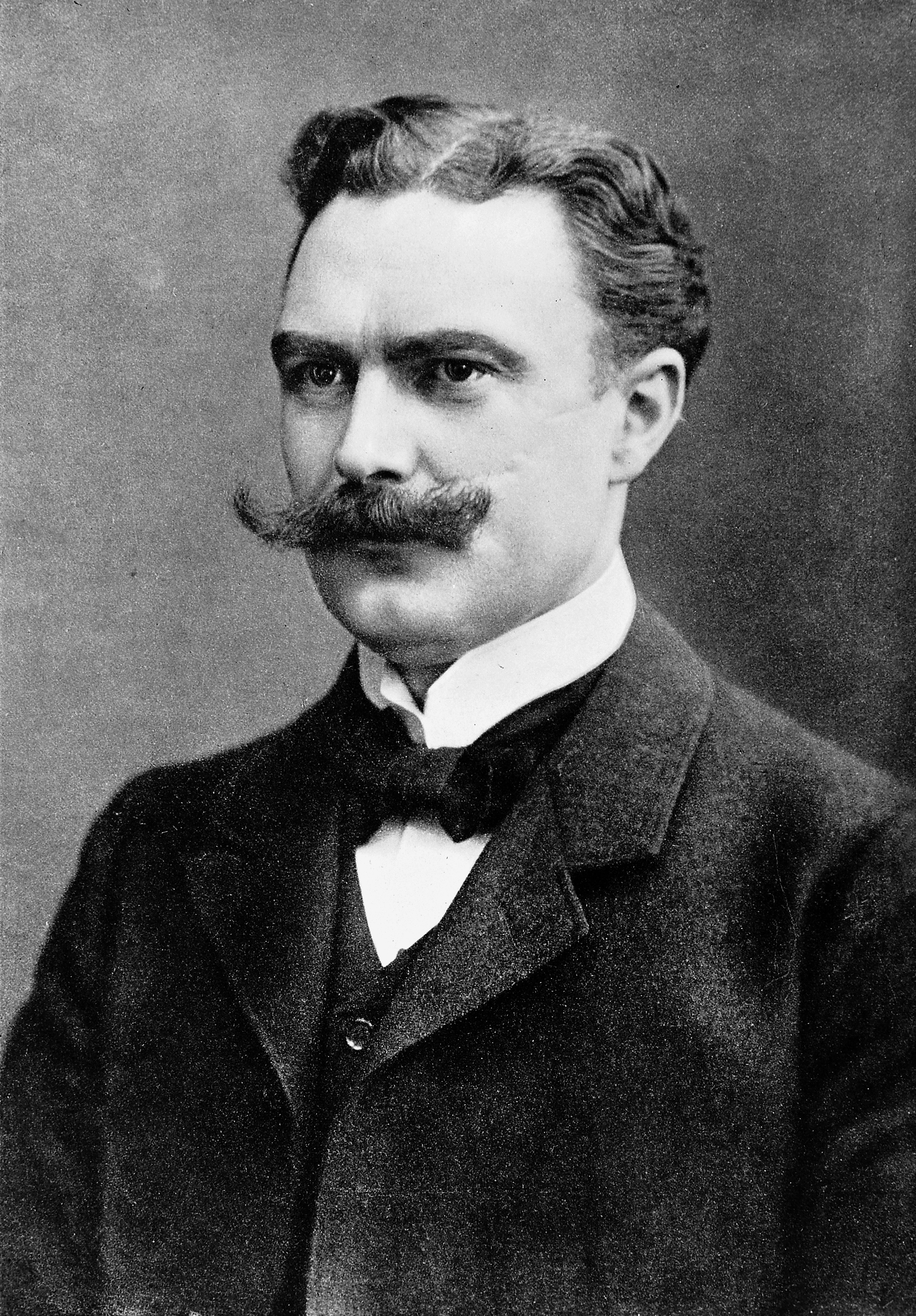
اریش هوفمان

اریش هوفمان (آلمانی: Erich Hoffmann؛ ۱۸۶۸-۱۹۵۹) درماتولوژیست آلمانی و استاد دانشگاه‌های هاله-ویتنبرگ و بن بود.
وی به همراه فریتز شادین برای اولین بار در سال ۱۹۰۵ باکتری‌ای را که باعث بیماری سیفلیس می‌شود، یعنی «ترپونما پالیدیوم» را شناسایی نمود.